# Лауренци, Карло
Карло Лауренци (итал. Carlo Laurenzi; 12 января 1821, Перуджа, Папская область — 2 ноября 1893, Рим, королевство Италия) — итальянский куриальный кардинал, доктор обоих прав. Титулярный епископ Амато с 22 июня 1877 по 10 ноября 1884. Вспомогательный епископ Перуджи с 22 июня 1877 по 15 мая 1879. Асессор Верховной Священной Конгрегации Римской и Вселенской Инквизиции с 30 марта 1882 по 10 ноября 1884. Секретарь меморандумов Его Святейшества с 25 апреля 1885 по 15 ноября 1887. Камерленго Священной Коллегии Кардиналов с 11 февраля по 30 декабря 1889. Префект Священной Конгрегации обрядов с 14 марта по октябрь 1889. Кардинал in pectore с 13 декабря 1880 по 10 ноября 1884. Кардинал-священник с 10 ноября 1884, с титулом церкви Сант-Анастазия с 13 ноября 1884.